# Schofield Barracks
Schofield Barracks és una concentració de població designada pel cens dels Estats Units a l'estat de Hawaii. Segons el cens del 2000 tenia 14.428 habitants.

## Demografia
Segons el cens del 2000, Schofield Barracks tenia 14.428 habitants, 2.965 habitatges, i 2.903 famílies La densitat de població era de 2027,62 habitants per km².
Dels 2.965 habitatges en un 78,0% hi vivien nens de menys de 18 anys, en un 91,5% hi vivien parelles casades, en un 4,8% dones solteres, i en un 2,1% no eren unitats familiars. En el 2,0% dels habitatges hi vivien persones soles el 0,0% de les quals corresponia a persones de 65 anys o més que vivien soles. El nombre mitjà de persones vivint en cada habitatge era de 3,55 i el nombre mitjà de persones que vivien en cada família era de 3,58.
Per edats la població es repartia de la següent manera: un 32,1% tenia menys de 18 anys, un 29,9% entre 18 i 24, un 36,6% entre 25 i 44, un 1,3% de 45 a 64 i un 0,1% 65 anys o més.
L'edat mediana era de 22,1 anys. Per cada 100 dones hi havia 152,33 homes. Per cada 100 dones de 18 o més anys hi havia 183,56 homes.
La renda mediana per habitatge era de 33.788 $ i la renda mediana per família de 32.970 $. Els homes tenien una renda mediana de 21.112 $ mentre que les dones 18.737 $. La renda per capita de la població era de 12.316 $. Aproximadament el 6,7% de les famílies i el 7,2% de la població estaven per davall del llindar de pobresa.

## Poblacions més properes
El següent diagrama mostra les poblacions més properes.